# Половраджі (комуна)
Половраджі (рум. Polovragi) — комуна у повіті Горж в Румунії. До складу комуни входять такі села (дані про населення за 2002 рік):
- Половраджі (2447 осіб) — адміністративний центр комуни
- Раковіца (557 осіб)

Комуна розташована на відстані 198 км на північний захід від Бухареста, 44 км на схід від Тиргу-Жіу, 94 км на північ від Крайови.

## Населення
За даними перепису населення 2002 року у комуні проживали 3004 особи, усі — румуни. Усі жителі комуни рідною мовою назвали румунську.
Склад населення комуни за віросповіданням:
| Релігія     | Кількість осіб | Відсоток |
| ----------- | -------------- | -------- |
| православні | 3002           | 99,9%    |